# Tragedia de Las Tejerías de 1993
La tragedia de Las Tejerías de 1993 fue una explosión y posterior incendio ocurridos el 28 de septiembre de 1993 en el kilómetro 57 de la Autopista Regional del Centro a la altura de la población de Las Tejerías en el estado Aragua, distante unos 60 kilómetros de la ciudad de Caracas, Venezuela. La explosión fue causada por la perforación accidental de un gasoducto subterráneo durante los trabajos de instalación de una nueva red de fibra óptica a un costado de la autopista.
Las cifras oficiales arrojaron la muerte de 42 personas, 14 personas lesionadas, daños a gran cantidad de vehículos que circulaban para el momento del hecho por la citada arteria vial, los cuales ascendían, para la fecha, a la cantidad de setenta y tres millones setecientos mil bolívares.

## Antecedentes
CANTV, principal empresa venezolana de telecomunicaciones, fue parcialmente privatizada en 1991 con objeto, entre otras varias razones, de dotarla con autonomía para permitir el ingreso de capital privado con el cual modernizar su tecnología, que a la fecha llevaba ya varios años de obsolescencia. Sus nuevos accionistas mayoritarios —a la sazón, AT&T y Telefónica— emprendieron consecuentemente un ambicioso plan de expansión que incluía la instalación de una red interurbana de fibra óptica, cuya ruta más viable comprendía un trazado paralelo a la Autopista Regional del Centro, ruta concurrente para la distribución de otros servicios (agua potable, gas doméstico e industrial y tendido eléctrico). Para la instalación de la nueva red de fibra óptica, CANTV contrató los servicios de Abengoa, empresa española especializada en ingeniería e instalaciones de infraestructura. 
De acuerdo con el ordenamiento legal pertinente y vigente en Venezuela para esa fecha, la ruta para el tendido del gasoducto debe mantener una distancia razonable de la calzada y cuando ello no sea posible por razones geológicas, como es el caso en la región centro norte costera, el área de seguridad para su instalación debe estar permanentemente señalizada, conforme al reglamento de uso. Corpoven, filial de PDVSA, era la empresa encargada de la distribución gasífera para ese entonces, propietaria del gasoducto siniestrado, mientras que la administración de la autopista era responsabilidad compartida entre el Ministerio de Transporte y Comunicaciones y las Gobernaciones estatales; en la jurisdicción del tramo donde ocurrió el desastre, la Gobernación del Estado Aragua.

## Evento
La mañana del martes 28 de septiembre de 1993, una retroexcavadora de la empresa Abengoa realizaba el trabajo de perforación e instalación de los ductos para cables de fibra óptica para la empresa CANTV. Por coincidencia, esa misma mañana, Conaca, empresa contratista del entonces Ministerio de Transporte y Comunicaciones, se encontraba realizando trabajos de reacondicionamiento y asfaltado en la arteria vial, produciendo un inusual congestionamiento de tránsito a una hora en la que muchas personas se dirigen en automóviles particulares o colectivos a sus lugares de trabajo en Caracas, desde las poblaciones ubicadas en el eje La Victoria-Las Tejerías, dos importantes centros poblados del estado Aragua. La retroexcavadora impactó accidentalmente el gasoducto, ocasionando una explosión de gran magnitud alrededor de las 07:30 hora local (UTC-4).
La explosión, con una onda de choque que se expandió 200 metros, fue inmediata y las subsecuentes deflagraciones provocaron un incendio de gran magnitud, con llamaradas de hasta 50 metros de altura durante gran parte del día, hasta que finalmente la presión del gasoducto fue controlada. La onda expansiva y las altísimas temperaturas alcanzaron a muchos vehículos que se encontraban circulando a baja velocidad por la autopista de manera casi instantánea, dejando el lamentable saldo de víctimas y heridos. Expertos establecieron posteriormente que el infortunado operador de la retroexcavadora que causó la explosión salió disparado por la onda expansiva a una distancia de unos 30 metros. En las cercanías se encuentra una estación de gasolina, que afortunadamente no sufrió daños que pudiesen haber aumentado la magnitud de la tragedia. Como medida preventiva ante las dificultades de controlar totalmente el incendio y temor por la ocurrencia de nuevas explosiones, los cuerpos de seguridad acordonaron una vasta zona del lugar y los pocos periodistas que pudieron acceder al área del desastre, lo hicieron a través de helicópteros.

## Responsabilidad
El siniestro provocó la movilización de familiares de víctimas y afectados, con las consecuentes denuncias ante los organismos competentes y en última instancia, ante la Corte Suprema de Justicia. Las empresas CANTV y las subsidiarias de sus accionistas —AT&T Andina y Telefónica de España—, Abengoa, Corpoven —hoy PDVSA Gas—, el Ministerio de Transporte y Comunicaciones, la Guardia Nacional de Venezuela y la Gobernación de Aragua, a través de la empresa INVIALTA, son todos parcialmente responsables del accidente debido a la falta de coordinación efectiva para la envergadura de los trabajos a realizar. Como resultado de la tragedia, se abrieron paralelamente investigaciones científicas tanto por expertos nacionales como en el extranjero, así como varios procesos judiciales en diferentes circunscripciones del país, que se extendieron en algunos casos por plazos mayores a diez años antes de dictar sentencia. 
La sentencia definitiva de algunos de dichos procesos todavía no ha sido dictada y los afectados siguen a la espera del cierre de sus respectivos casos. Sin embargo, el 6 de junio de 2006, el Tribunal Supremo de Justicia dictaminó error humano en la operación de la máquina durante los trabajos de instalación de la fibra óptica y responsabilizó a la empresa Elinsa -sucesora de Abengoa Venezuela-, que fue conminada a pagar la suma de 86.125.231,46 bolívares por concepto de indemnización a la infraestructura de PDVSA Gas -ex Corpoven-.